# Georg Eismann
Georg Eismann (* 1899; † 1968) war ein deutscher Musikwissenschaftler. Der Musiklehrer an der Staatlichen Oberschule für Jungen übernahm nach 1945 als zweiter Direktor die Leitung des Robert-Schumann-Hauses in Zwickau. Insbesondere wurde unter ihm das Geburtshaus Schumanns nach dem Hochwasser von 1954 wieder aufgebaut und 1956 mit Museum, Konzertsaal und Forschungsstelle feierlich der Öffentlichkeit übergeben.

## Schriften
- (Hrsg.): Erinnerungen an Felix Mendelssohn Bartholdy. Nachgelassene Aufzeichnungen von Robert Schumann. Predella, Zwickau 1947, DNB 454525184.
- Robert Schumann. Ein Quellenwerk über sein Leben und Schaffen. 2 Bände. Breitkopf & Härtel, Leipzig 1956.
- Das Robert-Schumann-Haus in Zwickau. Nationale Forschungs- und Gedenkstätten der klassischen Deutschen Literatur, Weimar 1958, DNB 740749552.
- (Hrsg.): Robert Schumann. Tagebücher. Band 1: 1827–1838. Deutscher Verlag für Musik, Leipzig 1971. 2. Auflage 1987, ISBN 978-3-370-00039-9.